# 멸종위기에 처한 야생동·식물의 국제거래에 관한 협약

회원국 목록. 색칠되지 않은 그린란드의 경우 덴마크의 속령으로 덴마크 법에 따라 CITES를 적용받아 실질적인 가입국이다.

멸종위기에 처한 야생동식물종의 국제거래에 관한 협약(, CITES)은 국제 자연 보호 연맹(IUCN)회원 협의에서 1973년 3월 3일, 워싱턴에서 결의안이 채택되어 입안되었다. 따라서 워싱턴 협약으로도 불린다. 조약의 목적은 야생동식물종의 국제적인 거래가 동식물의 생존을 위협하지 않게끔 하고 여러 보호단계를 적용하여 33,000 생물 종의 보호를 보장하는 데 있다. 1975년 조약이 강제된 결과 CITES에 의해 보호를 받는 종 중 단 한 종도 멸종되지 않았다고 하지만 이에 대한 논란의 여지 또한 있다. (과 Stiles 2004 특정 종의 운명에 대해 CITES가 미친 영향에 대한 토론은 이외에도 더 있다.)

## 배경과 운영
CITES는 현존하는 가장 큰 협약 중 하나로 자발적 참여로 이루어지며 조약에 협정한 국가들은 체약국(party)이 된다. CITES은 체약국들에게 법적인 구속력을 가지며 국내법을 대신하지는 않고 각 체약국가들에게 국가수준에 CITES가 이행될 수 있도록 국내법 입안에 필요한 틀을 제공한다. 국내법이 없거나(특히 비준하지 않은 국가) 죄의 무거움에 걸맞지 않은 처벌이나 야생생물 무역업자에 대한 충분하지 않은 억지책을 가진 국가들이 흔하다. 2002년 기준으로 50%의 국가들이 CITES체약국의 4가지 요구조건 중 하나 이상 미달했던 것으로 나타났다. (과학적인 단속기관의 지정, CITES 위반 무역을 금지하는 법, 처벌, 법에 시료 압수 명기)
조약 원문은 1973년 3월, 워싱턴 D.C.에서 80개 국가의 대표 회의 결과 체결되었으며 1974년 12월 31일 서명하고 1975년 1월 조인국들의 10번째 비준에 의해 효력을 발휘하게 되었다. 비준, 수락, 승인을 통해 조인국들은 체약국이 되며 2003년 말 모든 조인국이 조약에 참가함에 따라 모두 체약국이 되었다. 2006년 8월 169개국이 조약 당사국으로 되어있다.
사무국의 활동과 COP 회의에 관련된 자금조달은 체약국들로부터 온 신용기금에서 한다. 신용기금은 당사국들의 이행이나 준수정도를 개선하지는 못한다. 사무국이나 사무국활동 외(MIKE와 같은 훈련, 생물종 특수 프로그램)의 활동 등으로 인한 부족한 자금은 NGO나 쌍무원조와 같은 외부자금을 통해 조달한다.
CITES 자체가 협약불이행으로 인한 논쟁이나 중재를 제공하지 못하지만 30년간 당사들에 의한 위반행위에 대처하는 전략을 실질적으로 마련해 왔다. 어느 한 체약국에 대한 위반행위가 사무국에 보고되면 다른 국가들에 통지가 이루어지며 사무국은 조약위반체약국에 대한 진술 기간과 더 이상의 위반을 방지하는 기술적 원조를 제공한다. 위반국가에 대해 반발하는 국가들은 추후에 COP 11 결의안에 의거해 다음과 같은 조치를 취하기도 한다. (사무국에 의한 모든 허가의 강제적인 추인, 공식적인 경고, 자격요건 입증을 위한 사무국의 방문, 조약위반체약국과의 CITES관련 무역 중지를 위한 모든 당사국들에 대한 권고( 참고), 사무국이 협조재개/무역재개권고 이전 조약위반체약국에 대한 법안수정 지시, 국내법률제정에 의한 쌍무적 제제)
위반행위는 법 발포관련 과실, 무절제한 무역, 느슨한 법집행, 연간보고 비(非) 제공을 포함한다.

## CITES 부속서
CITES는 모든 수입, 수출, 재수출에 적용되며, 협약에 포함된 생물종 도입은 허가 체계를 거쳐 승인을 받아야한다. CITES 각 체약국들은 인가제도를 집행하기 위한 한 개 이상의 관리기관과 무역이 생물종의 생태적 지위에 미치는 영향을 감정할 수 있는 한 개 이상의 학술기관을 지정해야 한다. 보호종이 등재되기 위해서는 COP에서 제안된다. 보호종들은 체약국들에 의해 제안되거나 논의를 통해 2/3 이상 동의가 있을 때 등재된다. COP회의에서 가장 논쟁의 대상이 되는 내용이 보호종의 등재이다.
국제무역에서의 불법적인 야생동식물 유통에 대응하기 위해 약 5000종의 동물과 28000종의 식물이 CITES에 의해 보호받고 있으며 멸종위기종은 무역으로 인한 위협정도와 적용되는 규율정도에 따라 분류되어 부속서(부록)에 기재되어 있다. 같은 종이라 하더라도 국가에 따라 다른 부속서 그룹에 올라있기도 하다. 예를 들어 아프리카 코끼리(학명:Loxodonta africana)의 경우 보츠와나, 나미비아, 남아프리카, 짐바브웨를 제외한 나라는 부속서 II에 그 외의 아프리카국가들은 부속서 I에 등재되어 있다. 이 때문에 부속서 I에 등재된 국가의 코끼리가 부속서 II의 국가를 통해 국적세탁이 이루어져 수출될 수 있다는 우려가 제기되기도 한다. 각 체약국의 엄격한 관리와 ‘세탁‘을 막기 위한 노력이 요구되는 부분이다.
당사국들끼리 자발적으로 잘 보존된 생물군집에서 얻어진 산물의 무역을 허용하는 경우가 늘어나고 있는데 남아프리카의 흰코뿔소가 대표적인 예이다. CITES 부속서 I 에 등재되어 코뿔소의 뿔 값은 올랐고 강화된 보호정책 때문에 개체 수가 증가되어 합법적인 코뿔소의 뿔 거래를 통해 남아프리카는 더 많은 소득과 생물종 보호 성과를 올릴 수 있게 되었다.

### 부속서 I
현재 1,000 여 종이 등록되어 있다. 이들은 무역이 중지되지 않으면 멸종될 생물종이다. 특별히 허가된 경우가 아니면 야생에서 포획/수집된 종을 거래하는 것은 불법이다. 부속서 I에 해당하는 생물종 중에서 부차적인 요구사항을 충족하는(7조(Article VII)참조) 사육된 동물이나 재배된 식물의 경우 부속서 II로 간주한다. 수출국의 관리기관은 야생동물 군집에 손상이 없다는 사실인정('non-detriment' finding)을 해야하고 수입자가 불법적인 영향을 생물군집에 끼치지 않았음을 보증해야한다. 부속서 I에 명시된 종의 거래는 수출/수입 허가가 필요하고 수출국의 관리기관은 수입허가가 보증된 것인지 수입국이 야생동식물을 적절하게 돌볼 수 있는지 여부를 확인해야한다.
고릴라 (Gorilla gorilla), 침팬지 무리(Pan spp.), 호랑이 (Panthera tigris 아종들), 아시아 사자 (Panthera leo persica), 표범 (Panthera pardus), 재규어 (Panthera onca), 아시아 코끼리 (Elephas maximus), 아프리카 코끼리일부 (Loxodonta africana), 듀공과 해우(海牛,manatee), 코뿔소 무리(남아프리카의 일부 아종 제외)등의 동물이 포함되어 있다.

### 부속서 II
현재 34,000 여 종이 등록되어 있다.멸종 위기는 아니지만 부속서에 등재되지 않을 경우 멸종위기가 될 수 있는 종들과 부속서 I에 올라있는 동물과 혼동되기 쉬운 종들이 부속서 II에 등재되어 있다. 수출국의 관리기관은 야생동물 군집에 손상이 없다는 사실인정과 수출허가가 필요하다.

### 부속서 III
현재 241 여 종이 등록되어 있다. 각 국가가 지정하여 일방적으로 올라와 있는 생물종으로 반드시 국제적인 멸종위기에 놓인 것은 아니다. 어느 한 국가가 CITES 당사국들을 대상으로 무역단속 협조를 요청하고 수입을 위해서는 수출증명서와 원산지 증명서가 필요하다. 부속서 III에 명기된 국가에서 온 생물의 경우도 수출증명서가 필요하다.

## 개정과 유보안
개정은 1/3이상의 당사국들이 안건에 관심이 있을 때 COP 회의를 개최하여 2/3이상의 찬성을 얻어야 이루어진다. 가보로네 개정안(1983)은 지역경제블록이 조약에 참가할 수 있도록 하였으며 유보안(13조(Article XXIII))은 당사국이 조약을 상당히 약화시킬 수 있는 생물종에 관하여 제기할 수 있다.( 참고) 비 당사국들과의 무역은 허용되며 수출자는 허가증과 증명서를 발행받아야하고 수입자는 이를 요구할 것을 권장하고 있다.

## CITES의 단점과 개선방안
CITES의 구조와 철학이 주요 관심사이다. 종에 초점이 머물러 있을 뿐 서식지 감소, 생태계적인 접근과 영향력 결핍 가능성에 대해서는 중요하게 다루고 있지 않다. 생물종 사용으로 인한 고갈을 막을 뿐이지 지속가능한 생물종 사용을 촉진하는 것은 아니다. (일반적으로 생물 다양성 협약과 마찰을 빚는다.) 하지만 2000년 Hutton과 Dickinson의 나일강 악어, 아프리카 코끼리, 남아프리카의 흰코뿔소의 경우에서의 연구에서 볼 수 있듯이 CITES는 계속 변화하고 있다. CITES는 시장요구에 대해 명백하게 다루고 있지 않으며 자금조달이 현실에서의 법 적용 확대에 영향을 미치지 못하고 있다.
CITES 원문에서의 문제점 또한 존재한다. 국립학술기관에서 해야 하는 업무인 '손상이 없다는 사실인정('non-detriment' finding)'에 대한 많은 내용이 필요할 것으로 보이지만 명확한 지침이 없으며 CITES위반행위 방지하기에 문항(특히 7조)들이 명확하지 못하다. 사무국은 불완전한 감시를 하고 있으며(당사국들에 대한 비(非)보고가 그 한계를 드러내는 것이라 볼 수 있겠다.), CITES부속서에 명시된 생물종의 자국내 거래에 대해서 자료를 제출토록 할 법적능력 또한 없다.
CITES 운영 개선방안은 사무국에 의한 정례적 임무가 보호종 등재에만 머무르지 않고 보다 폭을 넓히고 빈도 또한 증가시키는 것이다. 국내법 입법과 집행의 개선, 당사국의 보고현황 개선(비정부단체(Non-Governmental Organization, NGO), 동식물불법유통단속단체(Trade Records Analysis of Flora and Fauna In Commerce, TRAFFIC), 당사국으로부터의 모든 정보의 통합), 집행 중요성 강조, CITES 활동 계획의 발전 (생물종 다양성 협약과 관련된 종다양성 관련 활동 계획), 학술/관리 기관과 자국내 집행 전략, 보고에 대한 장려와 활동방안과 보고 계획.
CITES는 GEF 자금에 접근이나 정기적인 자금조달에 이득을 받을지 몰라도 생태계적 접근에는 어려움을 겪고 있다. 자금체계를 몬트리올의 정서처럼 선진국이 개발도상국에 기여하는 방식으로 발전시킨다면 사무국 이외의 활동에 지원을 할 수 있을 것이다.

## 같이 보기
- 환경 협약